# El último hurra (película de 1958)
El último hurra (título original en inglés: The Last Hurrah) es una película de sátira política estadounidense de 1958, una adaptación cinematográfica de la novela de 1956 The Last Hurrah de Edwin O'Connor. Fue dirigida por John Ford y protagonizada por Spencer Tracy como un alcalde veterano que se prepara para otra campaña electoral. Tracy fue nominado como Mejor Actor Extranjero por el BAFTA y ganó el Premio al Mejor Actor del National Board of Review, este último también entregó a Ford su premio al Mejor Director.
La película cuenta la historia de Frank Skeffington, un irlandés-estadounidense sentimental pero con mano de hierro que es el poderoso alcalde de una ciudad anónima de Nueva Inglaterra. Mientras su sobrino, Adam Caulfield, sigue una última campaña sin límites para la alcaldía, Skeffington y su principal estratega, John Gorman, utilizan todos los medios necesarios para derrotar a un candidato respaldado por líderes cívicos como el banquero Norman Cass y el editor del periódico Amos Force, los enemigos dedicados del alcalde.

## Argumento
En «una ciudad de Nueva Inglaterra», el alcalde Frank Skeffington se postula para un quinto mandato. Salió de la pobreza en un gueto irlandés y es hábil en usar el poder de su cargo y una enorme maquinaria política de partidarios del barrio para recibir apoyo de su base católica irlandesa y otros grupos demográficos. Sin embargo, los rumores de corrupción y abuso de poder están muy extendidos, y el obispo protestante Gardner, el editor de periódicos Amos Force, el banquero Norman Cass y otros miembros de la élite tradicional de la ciudad a quienes reemplazaron los católicos irlandeses se oponen a Skeffington; también lo hacen el cardenal católico Martin Burke, amigo de la infancia de Skeffington, y otros católicos. Los oponentes de Skeffington apoyan la candidatura de Kevin McCluskey, un joven abogado católico y veterano de guerra sin experiencia política.
Adam Caulfield es periodista deportivo del periódico de Force y sobrino de Skeffington. Su suegro, Roger Sugrue, se encuentra entre los que se oponen a Skeffington, a pesar de que Sugrue creció en el mismo complejo de viviendas que Skeffington y Burke. El alcalde invita a Caulfield a observar en persona las que serán sus últimas elecciones, su «último hurra», para documentar la política urbana antes de que la radio y la televisión cambien por completo las campañas. Skeffington prefiere la política práctica y anticuada y asiste a numerosos mítines, almuerzos, cenas y discursos. Su influencia es tal que cuando Skeffington asiste al velorio de un viejo amigo impopular, cientos se apresuran a estar presentes. Disgustado por cómo el velorio se convierte en otro evento político, Caulfield se marcha; uno de los hombres del alcalde le explica, sin embargo, que Skeffington asistió para atraer a los dolientes para animar a la viuda, a quien Skeffington ha donado en secreto 1000 dólares.
Después de que el banco de Cass rechaza un préstamo para que la ciudad construya una urbanización, Skeffington invade el exclusivo Plymouth Club para confrontarlo a él, a Force, al obispo y a otros miembros de la élite. El alcalde amenaza con avergonzar públicamente a la familia de Cass nombrando a su poco inteligente hijo comisionado de bomberos. El banquero se ve obligado a aprobar el préstamo, pero promete contribuir con grandes cantidades de dinero para derrotar a Skeffington. La campaña de McCluskey organiza una serie de anuncios televisivos, pero su ineptitud decepciona tanto al cardenal como al obispo.
La noche de las elecciones, los hombres de Skeffington esperan otra victoria, pero McCluskey derrota inesperadamente al titular y su maquinaria. Mientras sus hombres discuten sobre por qué fracasaron sus tácticas habituales que involucran grandes cantidades de dinero, Skeffington los reprende como si no fuera consciente de sus acciones. Afirma con seguridad en la televisión que se presentará a gobernador, pero esa noche sufre un infarto y una gran multitud viene a rendir homenaje al inválido. Después de la última confesión de Skeffington, el cardenal, Caulfield, Sugrue y los hombres del alcalde están junto a su cama. Cuando Sugrue sugiere que el paciente reviviría su vida de manera diferente, Skeffington recupera la conciencia lo suficiente como para negarlo antes de morir.

## Reparto
- Spencer Tracy como el alcalde Frank Skeffington.
- Jeffrey Hunter como Adam Caulfield.
- Dianne Foster como Maeve Sugrue Caulfield.
- Pat O'Brien como John Gorman.
- Basil Rathbone como Norman Cass Sr.
- Donald Crisp como el cardenal Martin Burke.
- James Gleason como «Cuke» Gillen.
- Edward Brophy como «Ditto» Boland.
- John Carradine como Amos Force.
- Willis Bouchey como Roger Sugrue.
- Basil Ruysdael como el obispo Gardner.
- Ricardo Cortez como Sam Weinberg.
- Wallace Ford como Charles J. Hennessey.
- Frank McHugh como Festus Garvey.
- Carleton Young como Winslow.
- Frank Albertson como Jack Mangan.
- Bob Sweeney como Johnny Degnan.
- Edmund Lowe como Johnny Byrne.
- William Leslie como Dan Herlihy.
- Anna Lee como Gert Minihan.
- Ken Curtis como Monseñor Killian.
- Jane Darwell como Delia Boylan.
- O. Z. Whitehead como Norman Cass Jr.
- Arthur Walsh como Frank Skeffington Jr.
- Charles B. Fitzsimons como Kevin McCluskey.
- William Forrest como el Dr. Tom.
- James Dime como hombre en la sede de la campaña.

## Producción
El papel del alcalde Frank Skeffington se le ofreció primero a Orson Welles, como relata Welles en el libro de Peter Bogdanovich de 1992 This Is Orson Welles:
Cuando se iban a cerrar los contratos, yo estaba lejos y un abogado (si es que se puede concebir algo así) lo rechazó. Le dijo a Ford que el dinero no era el adecuado o que el lugar en los créditos no era lo suficientemente buena, algo así de idiota, y cuando regresé a la ciudad el papel había ido para Tracy.
Al igual que la novela, la película se basó en parte en la carrera del exalcalde de Boston, James Michael Curley, y la ciudad anónima de Nueva Inglaterra que dirige estaba basada en Boston, Massachusetts. Curley se opuso a la producción de la película, pero no por la dramatización negativa; más bien, creía que El último hurra podría impedir que Hollywood hiciera una película biográfica de su vida. Columbia pagó a Curley 25 000 dólares a cambio de renunciar a cualquier acción legal futura. 
La película tenía un presupuesto de 2,5 millones de dólares, pero quedó 200 000 dólares por debajo del presupuesto.  Para El último hurra, se construyó un escenario exterior grande y costoso de Nueva Inglaterra alrededor de un parque existente en Columbia Ranch en Burbank, CA. La mayor parte de este conjunto de 'casas de Boston Row' se quemó en 1974, pero la 'Mansión Skeffington' sigue en pie y se puede ver en muchos programas de televisión y películas. Parte de las estructuras detrás del parque se pueden ver en los créditos iniciales de la serie Friends.

## Recepción
La película recibió críticas generalmente positivas de los críticos. Bosley Crowther de The New York Times la calificó de «muy divertida y profundamente conmovedora. Y el señor Tracy está en su mejor momento en el papel principal». Variety escribió: «La duración de dos horas es algo exagerada, pero la caracterización que hace Tracy del ingenioso y anticuado político-alcalde tiene una profundidad tan consumada que mantiene el interés prácticamente en todo momento. Un poco de edición podría haber ayudado, pero el lienzo es rico y las maquinaciones políticas repletas». Harrison's Reports calificó la película como «un estudio muy entretenido de un político ingenioso de los viejos tiempos, maravillosamente interpretado por Spencer Tracy, quien hace que el personaje sea cálidamente humano, comprensivo, ingenioso y encantador a pesar de que no deja de recurrir al engaño y la malicia para combatir a los enemigos políticos».
John McCarten de The New Yorker escribió: «Hay algunos momentos alegres en esta película... pero como representación realmente sólida de maquinaciones políticas, está muy lejos de casa. Mientras Skeffington difundía dulzura y luz, seguí pensando nostálgico sobre la película llamada The Great McGinty; ahora esa era una elucidación de la política estadounidense». Richard L. Coe de The Washington Post elogió la actuación de Spencer Tracy como «profunda y alerta», pero aun así encontró la película decepcionante, escribiendo que «No es exactamente mala, pero no se acerca en absoluto a la película que la dura y divertida novela política de Edwin O'Connor debería haber hecho... Muy rara vez Hollywood se arriesga a enfrentarse a la política de frente y esto se muestra claramente en el bastante vacío y muy sentimental tratamiento cinematográfico de Frank Nugent del vigoroso libro de O'Connor».
Una reseña positiva en el Monthly Film Bulletin comentó que estaba «dirigida con humor, sentimiento (especialmente en las relaciones entre Skeffington y sus seguidores, el payasesco Ditto y los astutos políticos del barrio) y un sentido superlativo de la gran ocasión. La escena de la elección, que pasa de una confianza bulliciosa a una fría derrota, es magistral; la escena del lecho de muerte es una pieza triunfante de sentimiento al viejo estilo. El Skeffington de Tracy sugiere el verdadero poder que se esconde detrás del encanto y el descaro irlandés».
La película no fue un éxito de taquilla y registró una pérdida de 1,8 millones de dólares. Tracy fue nominado a un Premio Óscar al Mejor Actor por su trabajo en El viejo y el mar, estrenada a principios de ese año, pero creía que su actuación en El último hurra fue superior. Ronald Bergan creía que la película era quizás la película «más personal» de Ford entre sus trabajos posteriores. Afirmó que la interpretación de Tracy de Skeffington era un sustituto de Ford y que la película estaba «llena de momentos fordianos».